# Molophilus tuta
Molophilus tuta là một loài ruồi trong họ Limoniidae. Chúng phân bố ở miền Australasia.